# Angolachelonia
Angolachelonia – klad żółwi skrytoszyjnych z grupy Eucryptodira. Według definicji filogenetycznej przedstawionej w 2009 roku przez Octávio Mateusa i współpracowników obejmuje ostatniego wspólnego przodka Angolachelys mbaxi i Solnhofia parsonsi oraz wszystkich jego potomków. Do tak definiowanej grupy według analizy kladystycznej przeprowadzonej przez autorów należą rodzaje Angolachelys, Sandownia i Solnhofia oraz nienazwany dotąd takson z Glen Rose. Najstarszym znanym przedstawicielem kladu jest Solnhofia parsonsi, żyjąca na obecnych terenach Niemiec na przełomie kimerydu i tytonu, a najmłodszym Angolachelys mbaxi z późnego turonu, sprzed około 90 mln lat.
Kladogram według Mateusa i współpracowników (2009)
|         | „takson z Glen Rose”                                       |
|         |                                                            |
| unnamed | \| \| Sandownia \| \| \| \| \| \| Angolachelys \| \| \| \| |
|         | \| \| Sandownia \| \| \| \| \| \| Angolachelys \| \| \| \| |
|         | Sandownia                                                  |
|         |                                                            |
|         | Angolachelys                                               |
|         |                                                            |

|  | Sandownia    |
|  |              |
|  | Angolachelys |
|  |              |

|         | „takson z Glen Rose”                                       |
|         |                                                            |
| unnamed | \| \| Sandownia \| \| \| \| \| \| Angolachelys \| \| \| \| |
|         | \| \| Sandownia \| \| \| \| \| \| Angolachelys \| \| \| \| |
|         | Sandownia                                                  |
|         |                                                            |
|         | Angolachelys                                               |
|         |                                                            |

|  | Sandownia    |
|  |              |
|  | Angolachelys |
|  |              |